# Laguna 513
La Laguna 513 (en français : lac 513) est un lac glaciaire de la cordillère Blanche. Il est situé dans la région d'Ancash, au Pérou, à 4 431 m d'altitude. La Laguna 513 est alimenté par la fonte du glacier du Hualcán (6 125 m). 

## Présentation
Ses eaux sont d'une couleur bleu turquoise. Il est connu sous le numéro 513, car il est alimenté par le glacier no 513 sur l'inventaire national des glaciers du Pérou. 
Hydrologiquement, il forme le sous-bassin de la rivière Cchuchún dont les eaux atteignent l'océan Pacifique. Des inondations ont eu lieu à cause du débordement d'eau dû à la chute de blocs de glace, de sorte que des tunnels de décharge et des siphons ont été construits pour contrôler le niveau de leurs eaux. Il est actuellement dans des conditions normales et sous surveillance, bien qu'en raison de son emplacement, il représente un risque pour la ville de Carhuaz. 
Les habitants de Hualcán (village voisin) considéraient que des lagunes enchantées se trouvaient dans cette zone et évitaient de la visiter, au cas où ils devraient aller dans ces zones, ils se faisaient bénir ou priaient.